# 电容式感应

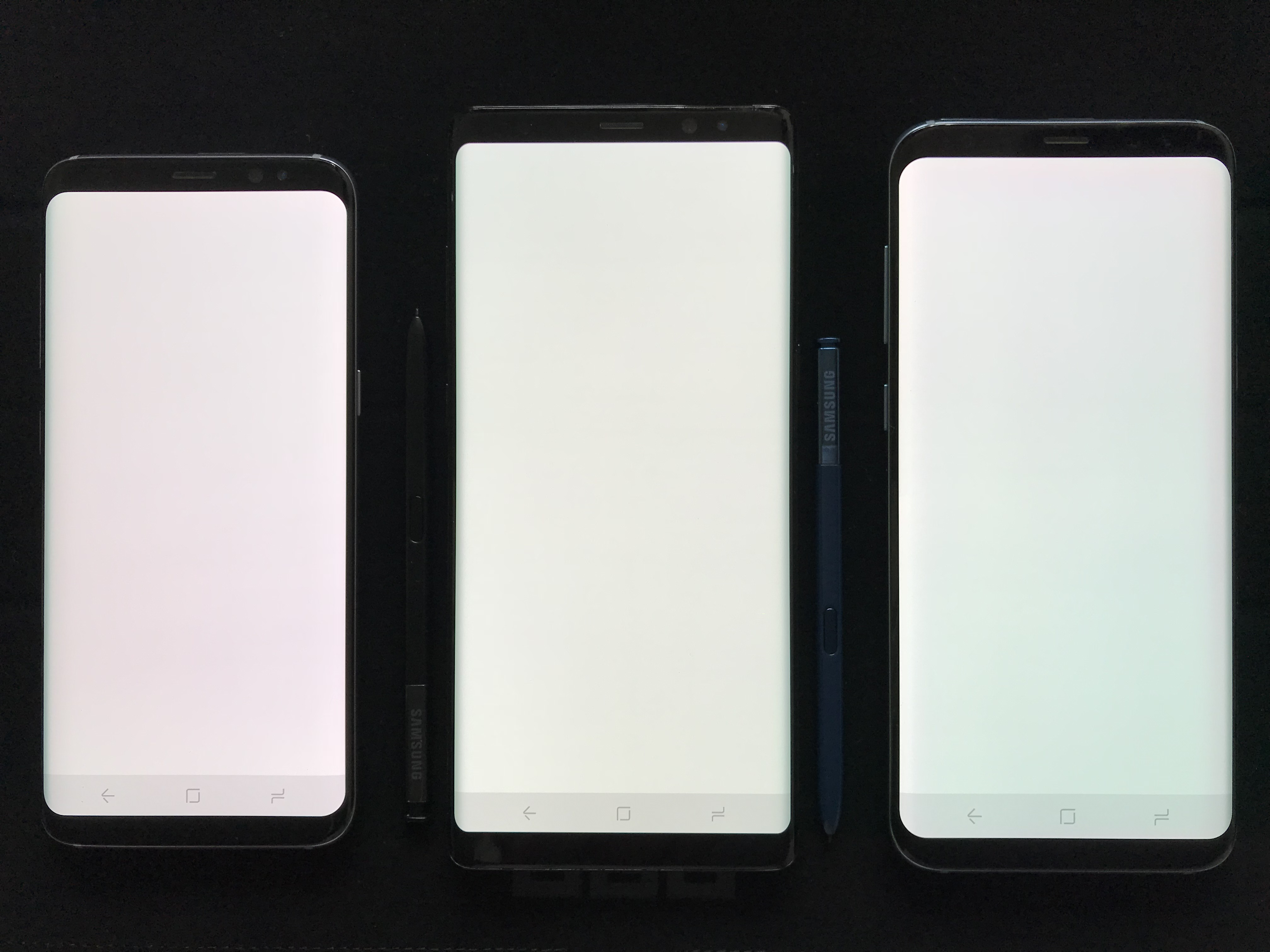
应用在智能手机的电容式触摸屏

在电气工程学中，电容式感应是基于电容耦合原理的一种技术，可用在多种感应器上，如侦测和测量：距离，位置和位移，湿度，液平面以及加速等。电容感应技术正逐步取代传统的输入设备鼠标，并越来越受欢迎。电容式感应器被用在平板电脑的触摸板，MP3播放器，电脑显示器，手机以及其他设备上。越来越多的工程设计师选择电容式感应器，其优点是用途广泛，可靠且稳健，独特的人机交互界面，且价格较机械式输入设备更低。电容式触摸感应器选择被广泛的使用在手持设备和MP3播放器上。
电容式感应器可以侦测到任何导电或具备介电性能的物体。它可以取代传统的机械按键，其他的一些新技术如多点触控和基于手势的触摸屏也是以电容式感应为前提的。

## 感应器设计
设计一个电容式感应系统，首先需要挑选感应材料的种类（FR4,Flex,ITO等）。同时还需要理解设备将在何种环境中运行，如操作的环境温度区间，无线电频率，以及使用者将如何与界面互动。

## 表层电容感应
在基本的理论里，一片四边形绝缘片的单面被涂上传导层。给传导层施加微小的电压后，产生了一个均匀的静电场。当一个导体，如人的手指接触到没有涂层的（绝缘）表面时，一个电容就动态的形成了。感应器的控制器将能够从绝缘片的四个角测量到电容量，从而能够得知触摸的位置。

## 投射电容方案
投射电容式触摸（PCT）技术是一种电容技术，其通过对导电层的刻蚀实现更精确和灵活的感应。这项技术通过在单层导电材料上刻蚀出电极的网格图案，或是在两层独立的平行导电材料上分别刻蚀来形成相互垂直的X-Y栅格;在许多液晶显示器（LCD）中，电容栅格密度可与像素网格相当。
更高的分辨率使得PCT可以在（电极和触摸体）未直接接触的情况下操作，这样导电层就可以涂覆保护性绝缘层，甚至可以隔着屏幕保护装置、全气候玻璃或是防暴玻璃操作。由于PCT的顶层是玻璃，因此与电阻式触摸技术相比，PCT是一种更强健的解决方案。而且根据情况可以使用有源或无源触控笔代替或协助手指使用，触控笔常见于需要电子签名的销售点设备。能否感应到戴手套的手指取决于不同的设计和增益设置。面板表面上的导电污迹和类似干扰会影响触摸屏的性能。这种导电污迹主要来自脏污或汗湿的指尖，尤其是在高湿度环境中。由于来自指尖的水分而附着在屏幕上的灰尘也可能影响触摸屏工作。
PCT有两种类型：自电容和互电容。
互电容传感器在每行和每列的每个交叉点处具有电容器。例如，一个12乘16阵列将具有192个独立电容器。在行或列电极上施加驱动电压，当手指或导电笔放在传感器表面附近会改变局部电场从而降低互电容，通过测量另一个轴上电极的电压，可以测量网格上每个单独点处的电容变化，从而精确地确定触摸位置。互电容允许多点触摸操作，同时可以准确地跟踪多个手指，手掌或测试针。
自电容传感器可以与互电容传感器具有相同的X-Y网格，但列和行电极独立运行。利用自电容，电流可以感应手指在每列或每行上的容性负载。这产生比互电容感应更强的信号，但是它不能精确地解析多于一个手指，这导致“鬼影”或检测出现偏差。